# Paul Preyat
 (septembre 2021).
Paul Preyat, né Paul Jean-Baptiste Preyat le 16 janvier 1892 dans le 7e arrondissement de Paris et mort le 24 septembre 1968 à Joinville-le-Pont, est un sculpteur et peintre français.

## Biographie
Paul Preyat fait ses études à l’École nationale supérieure des arts décoratifs et en 1912, obtient le grand prix d’honneur et hors concours des Arts décoratifs. La même année, il reçoit la médaille d’argent de la Société d’encouragement à l’art et entre à l’École des beaux-arts.
Diplômé au concours des industries d'Art (1913), il sert comme sergent mitrailleur d’infanterie au début de la Première Guerre mondiale mais, blessé à la jambe et au bras le 9 octobre 1915, il est amputé du bras droit.
Professeur aux conférences du département de la Seine (1920), il expose en 1921 au Salon des artistes français. En 1923, il fonde la section des beaux-arts de l'Union Fraternelle des Blessés de Guerre qui deviendra plus tard La Samothrace et en devient président.
Il contribue en 1924 à « École à l’hôpital » à la Salpétrière et fonde en 1925 l’Association des artistes mutilés de guerre. Il participe en 1926 au Salon des indépendants et en 1927 fait sa première exposition à la galerie Magellan, inaugurée par le Édouard Herriot.
En 1928, il participe au premier Salon des artistes mutilés aux portiques des Champs-Élysées, inauguré par le président de la République Gaston Doumergue, le président du Conseil Raymond Poincaré et le ministre des Pensions Louis Marin. À Nice, il obtient la médaille d’or à l’Exposition des beaux-arts.
Il lance la même année l'idée de la création de la cité-musée des Artistes Mutilés à Paris et participe en 1929 au deuxième Salon à l’hôtel de ville de Paris.
Élu président de la Fédération Nationale des Grands Blessés et Mutilés atteints d'infirmités multiples de la Grande Guerre (1933), il expose en 1958 au musée d'Art moderne. En 1961, il obtient la médaille d'or Arts-Sciences-Lettres et en 1965, participe au Salon des Artistes mutilés et blessés de guerre au musée d'Arts modernes. 

## Œuvres
Sculptures
- Bella Matribus Detestata
- Le Retour du travail
- Jeu d’eau
- L’Oiseau bleu
- La Fillette aux raisins
- Le Gladiateur blessé
- L’Escrimeur
- La Vieille Fileuse
- Monument aux morts de Thouars, dans les Deux-Sèvres
- Tête de Christ
- La danse
- La source

Peintures
- La route du Croisic
- Le calvaire de Trégaté
- Le marais-salants
- Le chenal de Pouliguen
- Le village de Roffiat

## Distinctions
- Officier de la Légion d'honneur par décret du 11 mai 1955 ; chevalier par décret du 11 juillet 1932
- Médaille militaire
- Croix de guerre 1914-1918
- Insigne des blessés militaires[1]

### Autres sources
- Journal officiel no 328, attribution de médailles, 3 décembre 1915
- Écho de Paris, Les Artistes mutilés, 16 décembre 1927
- Paris Soir, L’Exposition des Artistes Mutilés, 17 décembre 1927
- Figaro artistique, Les artistes mutilés et blessés de guerre, 12 janvier 1928
- Chicago Tribune, War Heroes' Art So Good It May Be Shown In U.S., 7 février 1928
- L'Illustration, Une cité-musée des Artistes mutilés, 2 juin 1928
- New York Herald, Salon of Artists Maimed in War, 12 juin 1928
- Nora Jonuxi, « À propos du premier salon des Artistes mutilés », Le Journal des théâtres, 10 août 1928
- Revue mensuelle, Ambassades et consulats, mars - avril 1928
- Nora Jonuxi, Journal des Théâtres, Le Salon des Artistes mutilés, 5 juillet 1929
- Nora Jonuxi, La Voix du combattant, 1933
- Martin Saint-René, A La Samothrace, Les études poétiques, 3e trimestre 1967
- Louis Mercier, La Samothrace In Memoriam, Le blessé de guerre, bulletin trimestriel de l'UFBG, 2e trimestre 1988